# Michaël Youn
Michaël Benayoun (Suresnes, 2 dicembre 1973) è un attore, regista, sceneggiatore e cantante francese.

## Biografia

### Carriera
Dopo aver completato due anni di corsi preparatori economici e commerciali presso il liceo Notre-Dame de Sainte-Croix di Neuilly-sur-Seine, Benayoun è entrato alla CERAM Business School (acronimo di Centre d'Enseignement et de Recherche Appliquées au Management) a Sophia Antipolis, dove si è laureato con un master in management. Viene esonerato dal servizio militare fingendo di essere pazzo. Ha frequentato lo Studio école de France di Boulogne-Billancourt e la Cours Florent di Parigi.

### Vita privata
Tra il 1998 e il 2004 ha avuto una relazione con l'attrice e conduttrice televisiva francese Juliette Arnaud.

### Posizioni politiche
In numerose occasioni, Youn si è espresso contro il Front National. Alle elezioni presidenziali del 2016, ha espresso preoccupazione per la vittoria di Donald Trump, paragonandolo a un dignitario nazista.

## Filmografia

### Cinema
- La Malédiction de la mamie, regia di François Desagnat e Thomas Sorriaux - cortometraggio (2000)
- Philosophale, regia di Farid Fedjer (2001)
- La Beuze, regia di François Desagnat e Thomas Sorriaux (2003)
- Chouchou, regia di Merzak Allouache (2003)
- Les clefs de bagnole, regia di Laurent Baffie (2003)
- Le Carton, regia di Charles Nemes (2004)
- Il giro del mondo in 80 giorni (Around the World in 80 Days), regia di Frank Coraci (2004)
- Gli 11 comandamenti (Les onze commandements), regia di François Desagnat e Thomas Sorriaux (2004)
- L'un reste, l'autre part, regia di Claude Berri (2005) - cameo
- Iznogoud, regia di Patrick Braoudé (2005)
- Incontrôlable, regia di Raffy Shart (2006)
- Héros, regia di Bruno Merle (2007)
- Tu peux garder un secret?, regia di Alexandre Arcady (2007)
- Lucky Luke, regia di James Huth (2009)
- Paris Express (Coursier), regia di Hervé Renoh (2010)
- Fatal, regia di Michaël Youn (2010)
- De l'huile sur le feu, regia di Nicolas Benamou (2011)
- Chef (Comme un chef), regia di Daniel Cohen (2012)
- La Traversée, regia di Jérôme Cornuau (2012)
- Vive la France, regia di Michaël Youn (2013)
- Le Fantôme de Canterville, regia di Yann Samuell (2016)
- La truffa del secolo (Carbone), regia di Olivier Marchal (2017)
- Christ(off), regia di Pierre Dudan (2018)
- Questione di tempismo (Brillantissime), regia di Michèle Laroque (2018)
- Lasciatelo dire! (Chamboultout), regia di Éric Lavaine (2019)
- Rendez-vous chez les Malawas, regia di James Huth (2019)
- Lucky, regia di Olivier Van Hoofstadt (2020)
- Il club dei divorziati (Divorce Club), regia di Michaël Youn (2020)
- Connectés, regia di Romuald Boulanger (2020)
- BDE, regia di Michaël Youn (2023)

### Televisione
- Mon frère bien-aimé, regia di Denis Malleval - serie TV (2016)
- Scènes de ménages: Ça va être leur fête! - serie TV (2017)
- Les Bracelets rouges, regia di Nicolas Cuche - serie TV (2018)
- Deux gouttes d'eau, regia di Nicolas Cuche - serie TV (2018)
- Le Jour où j'ai brûlé mon cœur, regia di Christophe Lamotte - serie TV (2018)
- Une affaire française - miniserie TV (2021)
- Ils s'aiment… enfin presque!, regia di - serie TV Hervé Brami (2022)
- Maman, ne me laisse pas m'endormir, regia di Sylvie Testud - serie TV (2022)

## Doppiaggio
Roi Julian in Madagascar 2, Madagascar 3 - Ricercati in Europa, I pinguini di Madagascar